# Naplavenina

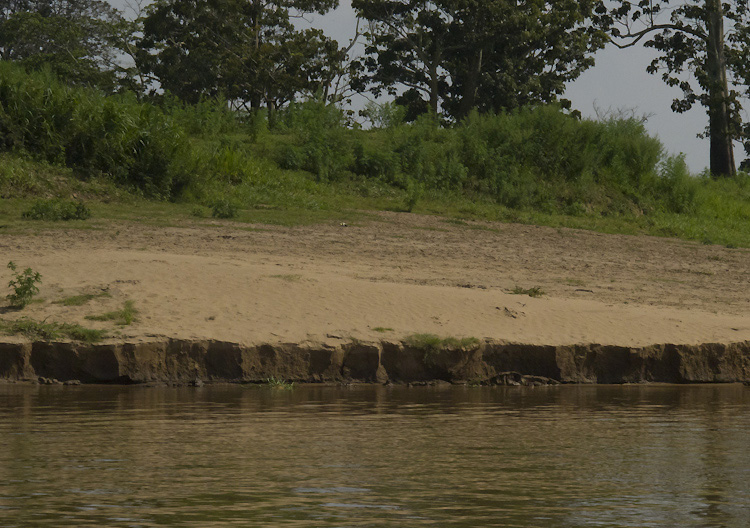
Říční naplavenina v Amazonii v Brazílii. Sezónní usazeniny jsou mimořádně úrodné a zásadní pro obživu v Amazonské pánvi podél břehů řeky.

Naplavenina je vrstva sedimentů, která se ukládala v dlouhém časovém období, například kolem velkých říčních toků. Díky procesu eroze se sedimenty přenášejí z horního toku do nížinných oblastí, kde naplaveniny tvoří meandry a ostrovy.
Náplav je materiál naplaveniny, tvořený drobným materiálem jako je písek, hlína, jílové částice, valounky a oblázky naplavené v místě vodního toku, kde ztrácí unášecí sílu. Typicky se jedná o vrstvenou usazeninu.